# Fromberg (Montana)
Fromberg è una città degli Stati Uniti d'America situata nel Montana, nella Contea di Carbon.